# Nukleotidni šećer
Nukleotidni šećeri su aktivirane forme monosaharida. Nukleotidni šećeri deluju kao glikozilni donori u reakcijama glikozilacije. Te reakcije su katalizovane glikoziltransferazama.

## Istorija
Anabolizam oligosaharida, i stoga uloga nukleotidnih šećera, nije bio dovoljno poznat do 1950-tih, kad je utvrđeno da su ključni enzimi tog procesa glikoziltranseraze. One prenose glikozilnu grupu sa šećernih nukleotida na akceptor.

## Tipovi
Kod kompleksnih životinja je prisutno devet nukleotidnih šećera koji deluju kao glikozil donori. Oni se mogu klasifikovati po tipu nukleozida u sledeće grupe:
- Uridin difosfat: , , , , ,
- Guanin difosfat: , GDP-Fuc.
- Citozin monofosfat: CMP-, je jedini nukleotidni šećer koji formira nukleotidni monofosfat.

Kod biljaka i bakterija se javljaju mnogi drugi šećeri, i koriste u raznim donorima šećera. Specifično, CDP-glukoza i TDP-glukoza su prisutni u prirodi i iz njih se formira niz druge formi donorskih nukleotida CDP i TDP šećera.

## Strukture
Primeri struktura nukleotidnih šećera (jedan primer po tipu).
| UDP-Gal | CMP-NeuNAc | GDP-Man |
|         |            |         |

## Spoljašnje veze
- "Nucleotide%20sugars" "Nucleotide sugars" на 